# Bjørn Westh
Bjørn Westh, né le 2 février 1944 à  Overlade (Danemark), est un homme politique danois, membre de la Social-démocratie. Député au Folketing de 1977 à 1998, il est ministre à plusieurs reprises dans les gouvernements d'Anker Jørgensen et de Poul Nyrup Rasmussen.

## Biographie
Engagé au sein de la Social-démocratie, il est élu au conseil municipal de Møldrup de 1970 à 1977. Il est élu député au Folketing pour la première fois lors des élections législatives de 1977.
Le 20 janvier 1981, il devient ministre de l'Agriculture dans le gouvernement d'Anker Jørgensen, succédant à Poul Dalsager, devenu Commissaire européen. Il est reconduit dans ses fonctions dans le gouvernement formé après les élections législatives de décembre. Il quitte ses fonctions après la démission de Jørgensen du poste de Premier ministre en septembre 1982.
Il retrouve le ministère de l'Agriculture quand les sociaux-démocrates reviennent au pouvoir en 1993, dans le gouvernement de Poul Nyrup Rasmussen. Dans le nouveau gouvernement formé par ce dernier après les élections législatives de 1994, Westh est nommé ministre de la Justice.
Dans le gouvernement formé en décembre 1996 suite au retrait des Démocrates du centre de la coalition gouvernementale, Westh est nommé ministre des Transports.
Candidat à un neuvième mandat lors des élections législatives de 1998, il échoue à être réélu et quitte alors le gouvernement. Il tente de retrouver son siège lors des élections législatives de 2001 mais, dans le contexte de la défaite nationale de son parti, il échoue à être élu. Quelques semaines après ce deuxième échec, il annonce qu'il ne briguera plus de siège de député aux prochains scrutins. À l'issue des deux scrutins, il est le premier suppléant social-démocrate dans sa circonscription, ce qui lui permet à quatre reprises de siéger pendant quelques semaines comme membre temporaire du Folketing pendant des absences de députés.
En mars 2017, il annonce sa candidature aux élections municipales de novembre à Viborg. Il échoue finalement à remporter un siège au conseil municipal.